# Engelsk-irakiske krig
Engelsk-irakiske Krig er navnet på en konflikt mellem Storbritannien og det nationalistiske Irak under Anden Verdenskrig. Krigen varede fra 18. april til 30. maj 1941. Trods det faktum, at krigen kun varede godt en måned, førte den til en fornyet britisk besættelse af landet og samtidig voksende nationalistisk vrede mod det britiske herredømme.
Efter Iraks nederlag stod Irak stadig på Storbritanniens side i Anden Verdenskrig, og Irak erkærede krig mod Tyskland, Italien og Japan i januar 1943.